# Arvandus

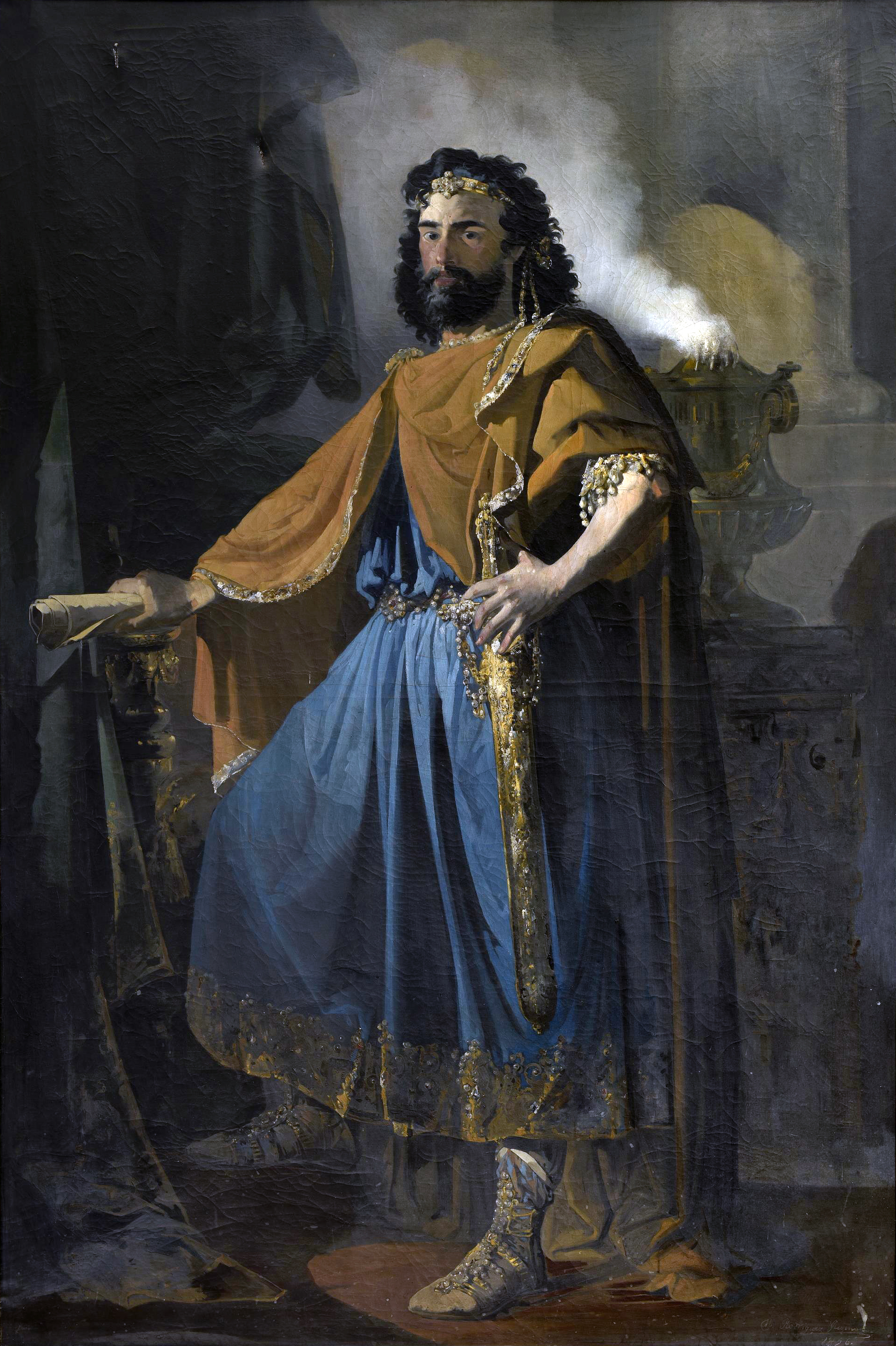
Arvandus werd ervan beschuldigd Eurik (19e-eeuws schilderij) aan te zetten tot oorlog tegen de Bretoenen in het Romeinse Rijk.

Arvandus (of Arabundus) was een Gallo-Romein uit de 5e eeuw en tweemaal praefectus praetorio voor Gallia, in de jaren 461-465 en 467-472.

## Historiek
Arvandus was van eenvoudige komaf. Hij werkte zich op in de keizerlijke ambtenarij van Gallia en bereikte het hoogste ambt: praefectus praetorio, en dit tweemaal. De eerste periode was in de jaren 461 tot 465, na benoeming door keizer Libius Severus en de sterke man achter de keizer, Ricimer.
Een tweede maal werd Arvandus praefectus praetorio, ditmaal door benoeming van keizer Anthemius (467). De tweede periode viel voor Arvandus gevaarlijker uit dan de eerste. Arvandus had moeite zich stand te houden tussen de heersers van de Visigothen en de Bourgondiërs. Bovendien had de Romeinse generaal Aegidius zich afgescheurd in een eigen Noord-Gallisch rijk en Aegidius’ zoon Syagrius heerste er, los van Rome. Daar bovenop vielen de Bretoenen Gallia binnen onder leiding van koning Riothamus. Naar verluidt smeekte Arvandus Eurik, koning van de Visigothen om de oprukkende Bretoenen aan te vallen. Riothamus was een bondgenoot van de Romeinse keizer Anthemius, de man aan wie Arvandus dus zijn benoeming te danken had. Dit kon keizer Anthemius niet ongestraft laten: Arvandus werd op keizerlijk bevel gearresteerd en naar Rome gesleept (468).
Sidonius Apollinaris, praefectus urbi ofwel prefect van Rome, was in een moeilijke positie om Arvandus te berechten, want hij was een goede vriend. Apollinaris volgde het proces aan de zijlijn. Gezanten uit Gallië brachten drie brieven aan om Arvandus te beschuldigen van hoogverraad; ook Arvandus’ secretaris werd geboeid aangevoerd. Deze laatste las een brief voor waarin zijn meester de Visigothen vroeg om de Loire over te steken en noordwaarts de Bretoenen aan te vallen. De senatoren meenden dat Arvandus beslist had het resterende Romeins deel van Gallië op te delen tussen Bourgondiërs en Visigothen. Sommige senatoren, zoals Cassiodorus, gingen zover te stellen dat Arvandus zichzelf nadien tot keizer wou uitroepen. Dit laatste was een belediging aan het adres van de Oost-Romeinse keizer Leo I want deze was de beschermheer van de West-Romeinse keizer Anthemius. Finaal werd Arvandus ter dood veroordeeld wegens hoogverraad en hij wachtte in de gevangenis op zijn executie.
Dankzij bemoeienissen van zijn vriend Sidonius Apollinaris en machtige medestanders, werd Arvandus niet geëxecuteerd. Hij werd uit Rome verbannen. De keizer benoemde geen nieuwe praefectus praetoria voor Gallia tot Arvandus stierf (472).